# Ключ 10
Ключ 10 (иер. 儿) со значениями «ноги, ребёнок», десятый по порядку из 214 традиционного списка иероглифических ключей, используемых при написании иероглифов.
В словаре Канси содержится 52 иероглифа (из 49 030) под этим ключом.

## История
Древняя пиктограмма изображала человека в движении с согнутой ногой.
Иероглиф получил значение «человек», «шагающий человек».
Самостоятельно иероглиф употребляется только в этих значениях.
В качестве ключевого знака иероглиф «шагающий человек» используется редко.
В словарях находится под номером 10.

## Примеры
| Доп. черты | Примеры              |
| ---------- | -------------------- |
| 0          | 儿                   |
| 1          | 兀                   |
| 2          | 允 兂 元             |
| 3          | 兄                   |
| 4          | 充 兆 兇 先 光 兊 尧 |
| 5          | 克 兌 兎 兏 児 兑    |
| 6          | 免 兒 兓 兔 兕 兖    |
| 7          | 兗 兘 兙             |
| 8          | 党 兛                |
| 9          | 兜 兝 兞             |
| 10         | 兟 兠                |
| 11         | 兡                   |
| 12         | 兢                   |
| 14         | 兣                   |
| 19         | 兤                   |